# روبرت غراهام (أستاذ جامعي)
روبرت غراهام (بالألمانية: Robert Graham)‏ هو فيزيائي ألماني، ولد في 11 فبراير 1942 في برلين في ألمانيا.